# José Cezar Soraggi
José Cezar Soraggi (Formiga, 21 de junho de 1915 - Santo Antônio do Monte, 13 de fevereiro de 1967) foi um advogado e político brasileiro do estado de Minas Gerais.

## Biografia
Nascido em Formiga, a 21 de junho de 1915, foi filho de César Soraggi Júnior e de Maria Costa Soraggi. Casou-se com Olga Brandão Soraggi.
Realizou os estudos secundários no Ginásio Santo Antônio de São João del-Rei, cursando o ensino superior na Faculdade de Direito da Universidade de Minas Gerais (FDUMG), bacharelando-se em 1937.
Dr. José César Soraggi foi vereador, foi eleito deputado estadual constituinte de Minas Gerais  para a 1ª Legislatura (1947 - 1951), pelo Partido de Representação Popular (PRP), chegando a se tornar Presidente da Assembleia Legislativa de Minas Gerais. Durante o mandato foi membro da Comissão de Assuntos Municipais e Interestaduais, e integrou comissões especiais para a elaboração do Regimento Interno da Constituinte, do projeto da Constituição, de estudos sobre serviços de Justiça, sobre a produção agrícola e para a elaboração de leis complementares à Constituição. Integrou também um grupo de trabalho destinado a avaliar os projetos de reorganização municipal em Minas, mostrando-se um grande defensor do municipalismo, sempre favorável à autonomia financeira e administrativa dos municípios
Posteriormente, foi candidato a deputado federal pela União Democrática Nacional (UDN) em 1950, terminando como suplente, e desempenhou o cargo de Vice-Presidente da Caixa Econômica Estadual de Minas Gerais.

Exerceu a advocacia em Santo Antônio do Monte, em outras comarcas do Oeste de Minas e na capital do Estado, falecendo no dia 13 de fevereiro de 1967, dentro do tribunal do Júri em Santo Antônio do Monte, onde estava na defesa de um cidadão.